# تاماش کولیفائی
تاماش کولیفائی (مجاری: Tamás Kulifai؛ زادهٔ ۴ مهٔ ۱۹۸۹) قایقران کانو اهل مجارستان است.
وی در مسابقات کشوری و بین‌المللی در مجموع برندهٔ ۱ مدال طلا، ۲ مدال نقره، ۲ مدال برنز شده‌است.